# Rick Starkey
Richard Robert 'Rick' Starkey (Maurepas (Somme), 4 januari 1907 – Londen, 25 oktober 1998) was een Britse acteur en componist.